# Rudine (Dobrinj)
Rudine (olaszul: Rùdina) falu Horvátországban Tengermellék-Hegyvidék megyében. Közigazgatásilag Dobrinjhoz tartozik.

## Fekvése
Krk északkeleti részén, községközpontjától 7 km-re északra, mintegy 34 méterrel a Sljivanska-öböl felett a tengerparttól mintegy 300 méterre fekszik. A tengerpart itt meglehetősen meredek és sziklás. Ezt a részét a lakosság Košćerának nevezi.

## Története
A település keletkezése és nevének eredete az idők homályába vész. Első lakói valószínűleg vlachok voltak, akik a 15. században a Frangepánok engedélyével telepedtek itt meg. Mivel azonban a régi oklevelek nem említik lehetséges, hogy újabb keletkezésű és csak a 18. vagy a 19. század során népesült be. Feltételezik, hogy a szomszédos Šugare falu vlach lakossága települt át ide, miután falujuk a 19. század elején teljesen elnéptelenedett. A sziget többi részével együtt a 19. század folyamán osztrák kézen volt, majd 1867-től 1918-ig az Osztrák-Magyar Monarchia része lett. 
Az Osztrák–Magyar Monarchia bukását rövid olasz uralom követte, majd a település a Szerb–Horvát–Szlovén Királyság része lett. A második világháború idején előbb olasz, majd német csapatok szállták meg. A háborút követően újra Jugoszlávia, majd az önálló horvát állam része lett. A turizmusnak a fiumei repülőtér, valamint a Krki-híd 1980 táján történt megépülése adott újabb lendületet. 2011-ben 5 lakosa volt.

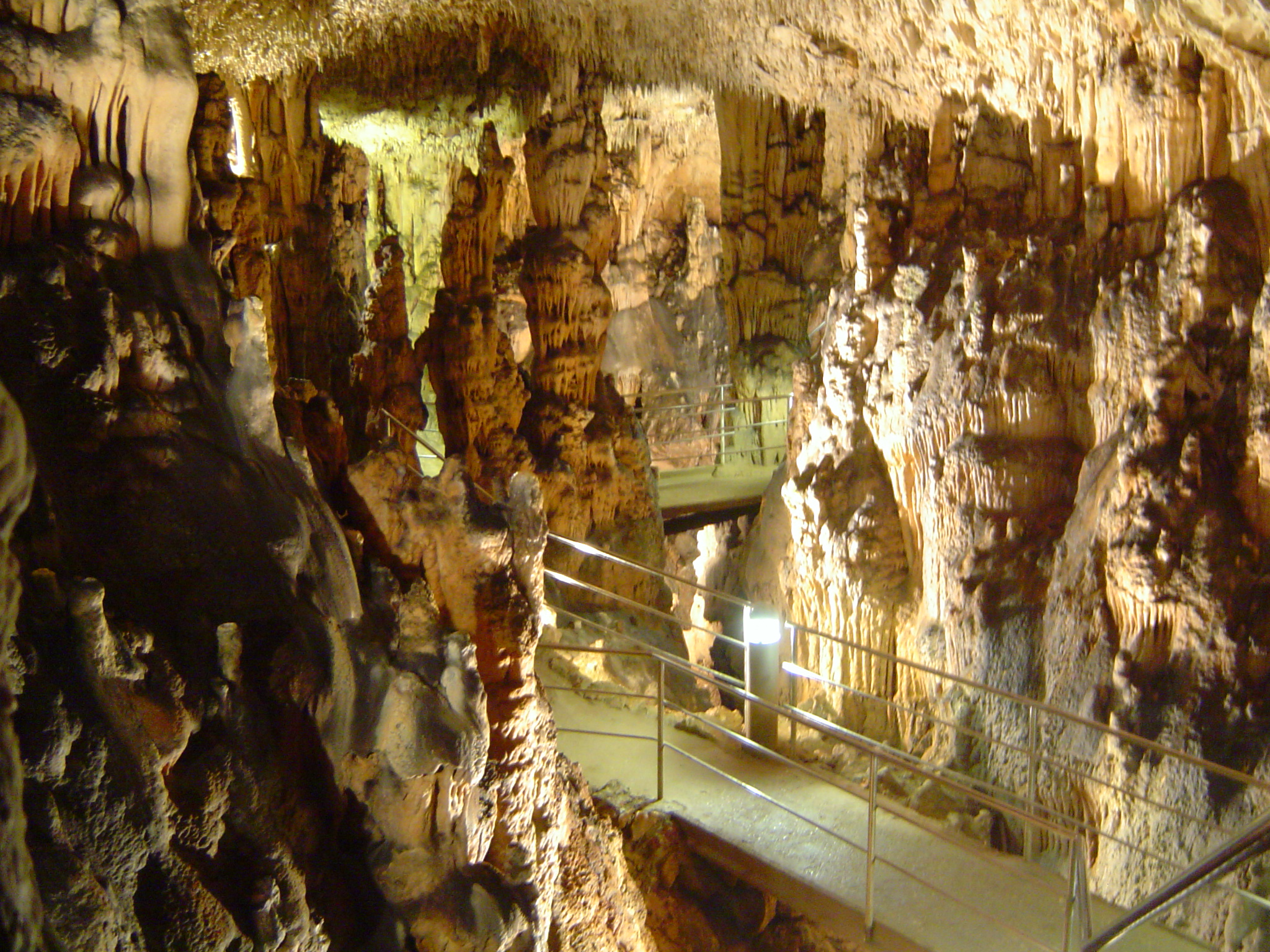
A Biserujka-cseppkőbarlang

## Nevezetességei
A Biserujka-cseppkőbarlang bejárata Rudinétől mintegy 300 méterre észak-északnyugatra nyílik. Neve igazgyöngyöt jelent, melyet egy legendáról kapott. Eszerint régen kalózok itt rejtették el kincseiket. A barlang turisták számára is látogatható, cseppkő díszei között kalcit kristályok, különleges stalagmitok és stalagtitok is vannak. Főbb  részei a Bejárati rész, az Erkély, az Akna, a Nagyterem, az Északi csatorna, a Hidas terem és a Cimpresna terem. A barlang Vitezić-barlangként is ismert. Hossza 110 méter, legmélyebb pontja 13 méter, ez mindössze harminc méterrel van a tenger szintje felett. Kiterjedése viszonylag sekély, a belső szintkülönbség 6 és 8 méter között változik. Hőmérséklete 15,0 °C, a levegő páratartalma 95%-os, mely a barlangban való tartózkodást kellemessé teszi. A barlangban a barlangi medve (Ursus spelaeus) csontvázát is megtalálták.
Élővilága nagyon változatos. A barlang faunájában megtalálhatóak a denevérek, csigák, pókok, százlábúak, de létezik egy igazán különleges rákfaj is, amely csak itt él.

## Lakosság
| Lakosság változása | Lakosság változása | Lakosság változása | Lakosság változása | Lakosság változása | Lakosság változása | Lakosság változása | Lakosság változása | Lakosság változása | Lakosság változása | Lakosság változása | Lakosság változása | Lakosság változása | Lakosság változása | Lakosság változása | Lakosság változása |
| ------------------ | ------------------ | ------------------ | ------------------ | ------------------ | ------------------ | ------------------ | ------------------ | ------------------ | ------------------ | ------------------ | ------------------ | ------------------ | ------------------ | ------------------ | ------------------ |
| 1857               | 1869               | 1880               | 1890               | 1900               | 1910               | 1921               | 1931               | 1948               | 1953               | 1961               | 1971               | 1981               | 1991               | 2001               | 2011               |
| 0                  | 0                  | 13                 | 15                 | 18                 | 26                 | 18                 | 15                 | 14                 | 16                 | 18                 | 18                 | 12                 | 13                 | 5                  | 5                  |